# 23 de janeiro
23 de janeiro é o 23.º dia do ano no calendário gregoriano. Faltam 342 dias para acabar o ano (343 em anos bissextos).

## Eventos históricos

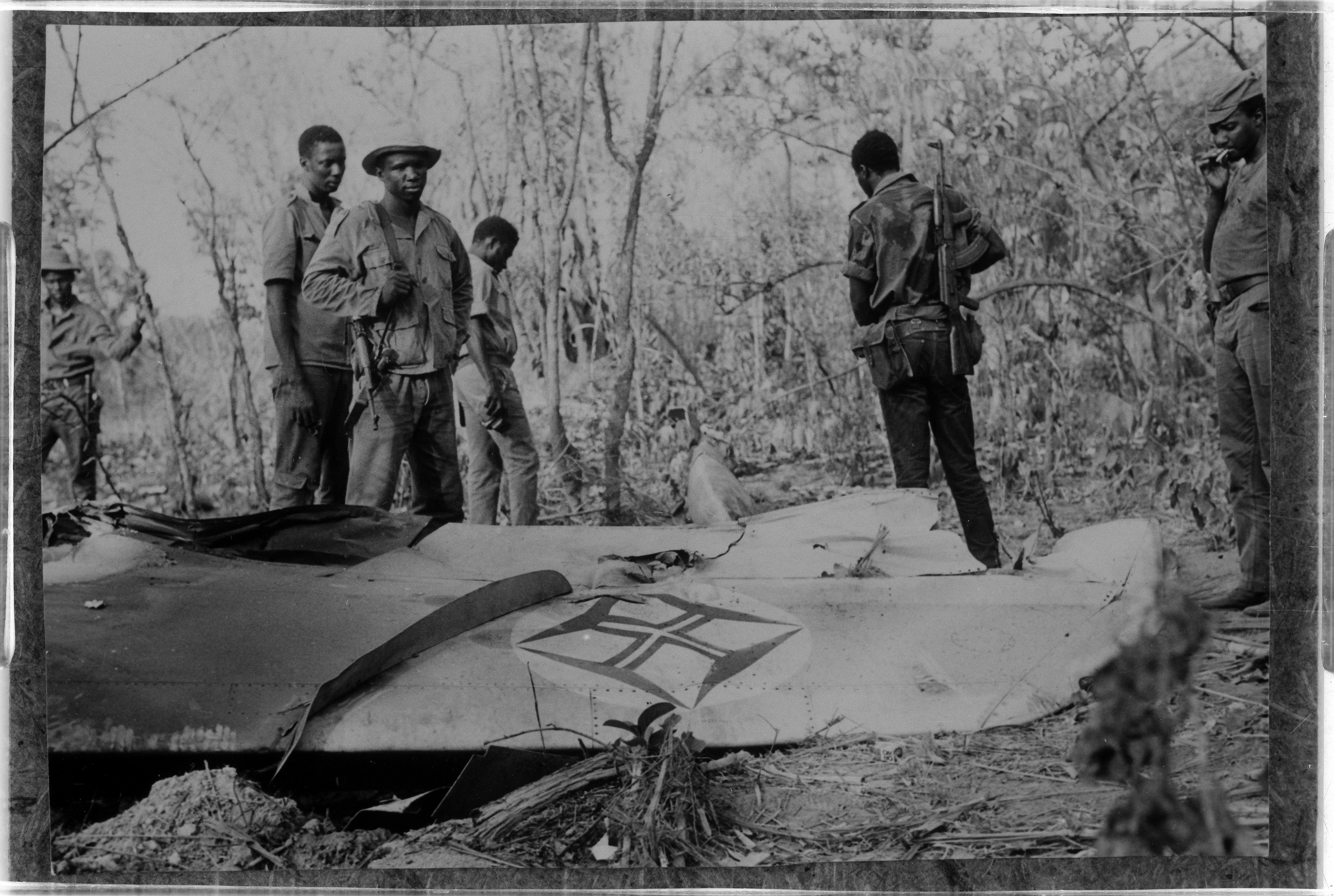
1963: Começa oficialmente a Guerra de Independência da Guiné-Bissau.

- 0393 — Imperador romano Teodósio proclama coimperador seu filho de oito anos, Honório.
- 0971 — Usando bestas, as tropas da dinastia Song da China derrotam profundamente um corpo de elefantes de guerra dos Hans do Sul em Shao.
- 1264 — No conflito entre o rei Henrique III da Inglaterra e seus barões rebeldes liderados por Simon de Montfort, o rei Luís IX da França emite a Mise of Amiens, uma decisão unilateral em favor de Henrique que mais tarde leva à Segunda Guerra dos Barões.[1]
- 1368 — Em uma cerimônia de coroação, Zhū Yuánzhāng ascende ao trono da China como imperador Hongwu, iniciando o governo da dinastia Ming sobre a China que duraria três séculos.
- 1546 — Sem publicar nada há onze anos, François Rabelais publica o Tiers Livre, sua continuação para Gargântua e Pantagruel.
- 1556 — O sismo mais mortal da história, o sismo de Xianxim, atinge a província de Xianxim, na China. Houve cerca de 830 000 mortes.[2]
- 1570 — James Stewart, 1º Conde de Moray, regente do infante Rei Jaime VI da Escócia, é assassinado por arma de fogo, a primeira vez registrada.
- 1565 – Os Sultanatos do Decão derrotam o Império Vijaianagara na Batalha de Talikota, resultando em mais de 100.000 vítimas e na destruição da capital Vijayanagara. Tal acontecimento levou à submissão e à posterior destruição do último reino hindu, na Índia, e à consolidação do domínio islâmico sobre grande parte do subcontinente indiano.[3]
- 1579 — União de Utreque forma uma república protestante nos Países Baixos.
- 1647 — Brasil Holandês: O conde holandês João Maurício de Nassau chega ao Recife, para administrar os domínios conquistados pela Companhia Holandesa das Índias Ocidentais.
- 1656 — Blaise Pascal publica a primeira de suas Lettres provinciales.
- 1719 — Criado o Principado de Listenstaine dentro do Sacro Império Romano-Germânico (atual Alemanha).
- 1770 — Fundação de Nova Mazagão, hoje Mazagão Velho, pela Coroa Portuguesa, para abrigar famílias vindas da Mazagão Africana, uma colônia portuguesa no Marrocos que foi desativada para ser transferida para o Brasil.
- 1793 — Segunda Partição da Polônia.
- 1846 — A escravidão na Tunísia é abolida.[4]
- 1879 — Guerra Anglo-Zulu: fim da Batalha de Rorke's Drift.
- 1909 — RMS Republic, um navio de passageiros da White Star Line, torna-se o primeiro navio a usar o sinal de socorro CQD após colidir com outro navio, o SS Florida, na costa de Massachusetts, um evento que mata seis pessoas. O Republic afunda no dia seguinte.
- 1912 — Assinada em Haia a Convenção Internacional do Ópio.
- 1920 — A Holanda se recusa a entregar o exilado Kaiser Guilherme II da Alemanha aos Aliados.
- 1937 — Julgamento do centro trotskista anti-soviético considera dezessete comunistas de nível médio acusados de simpatizar com Leon Trótski e conspirar para derrubar o regime de Josef Stalin.
- 1941 — Charles Lindbergh testemunha perante o Congresso dos Estados Unidos e recomenda que os Estados Unidos negociem um pacto de neutralidade com Adolf Hitler.
- 1943 — Segunda Guerra Mundial: tropas do Oitavo Exército Britânico capturam Trípoli, na Líbia, do Exército Panzer Alemão-Italiano.
- 1950 — A Knesset decide que Jerusalém é a capital de Israel.
- 1958 —  Após uma revolta geral e tumultos nas ruas, o presidente Marcos Pérez Jiménez deixa a Venezuela.
- 1960 — O Batiscafo USS Trieste atinge a profundidade recorde de 10 916 m, na Depressão Challenger da Fossa das Marianas.
- 1961 — O luxuoso cruzeiro português Santa Maria é sequestrado por opositores do regime do Estado Novo com a intenção de guerrear até a derrubada do presidente do Conselho de Ministros António de Oliveira Salazar.
- 1963 — Começa oficialmente a Guerra de Independência da Guiné-Bissau, quando os guerrilheiros do PAIGC atacam o exército português estacionado em Tite.
- 1978 — Toma posse em Portugal o II Governo Constitucional, chefiado pelo primeiro-ministro Mário Soares.
- 1987 — Mohammed Said Hersi Morgan envia uma "carta de morte" ao presidente somali Siad Barre, propondo o genocídio do povo Isaaq.[5]
- 1998 — Netscape anuncia a Mozilla, com a intenção de lançar o código Communicator como código aberto.
- 2003 — Detectado pela última vez um sinal muito fraco do Pioneer 10, mas nenhum dado utilizável pode ser extraído.
- 2018 — A guerra comercial China-Estados Unidos começa quando o presidente Donald Trump impõe tarifas sobre painéis solares e máquinas de lavar chinesas.[6]
- 2020 — A Organização Mundial da Saúde declara a pandemia de COVID-19 como uma Emergência de Saúde Pública de Âmbito Internacional.
- 2021 — Protestos na Rússia eclodem após prisão do opositor político Alexei Navalny.

## Nascimentos

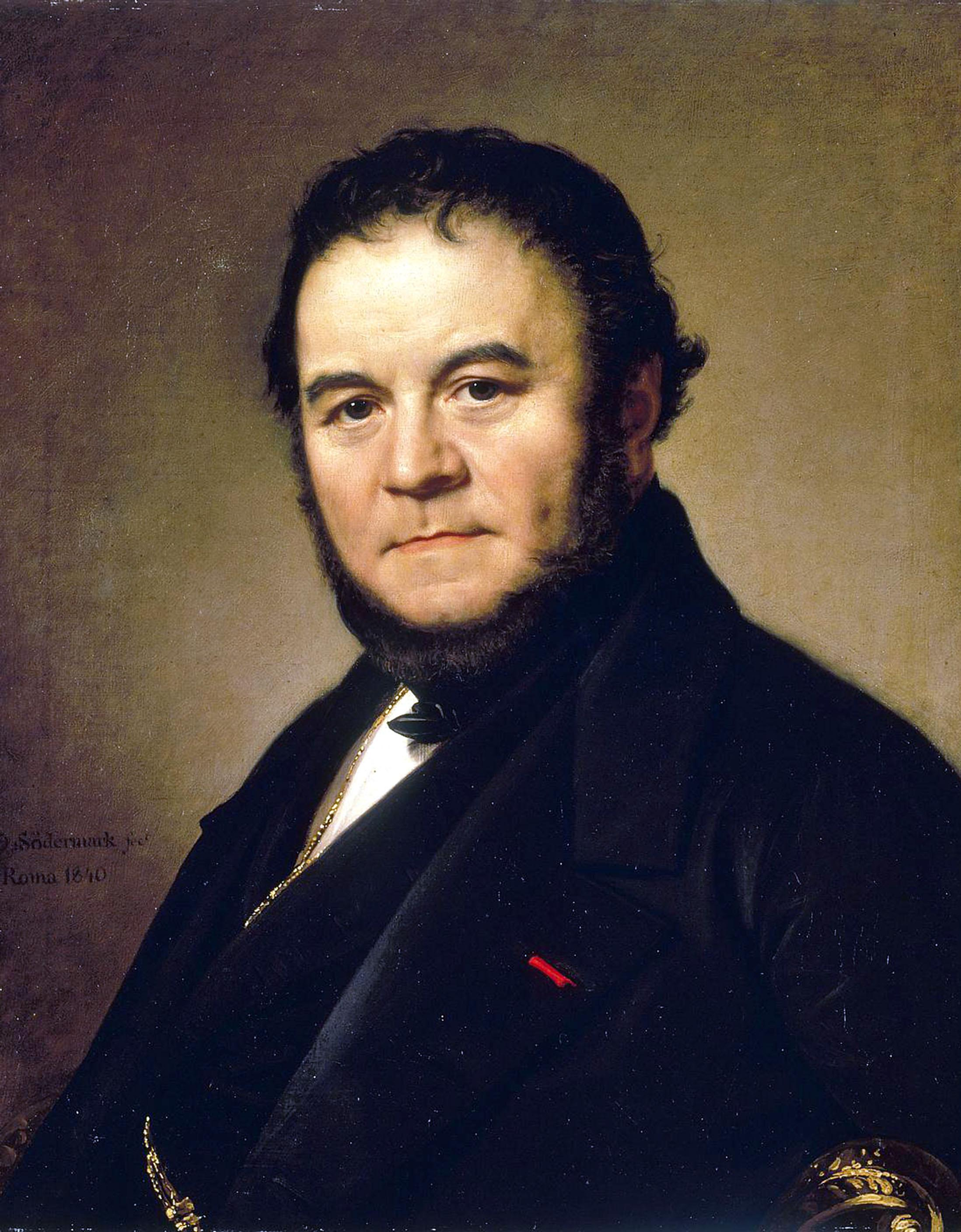
Stendhal

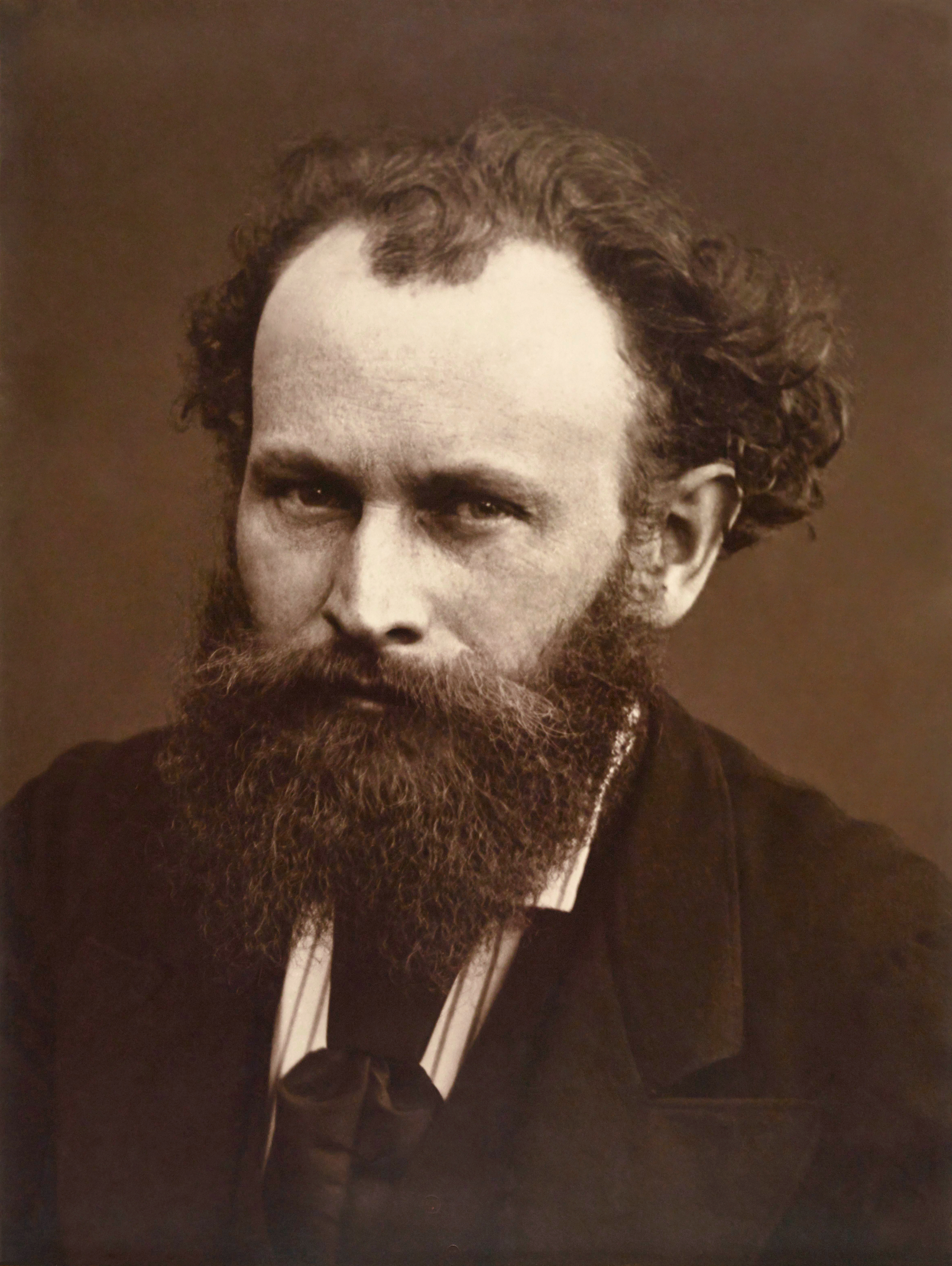
Édouard Manet

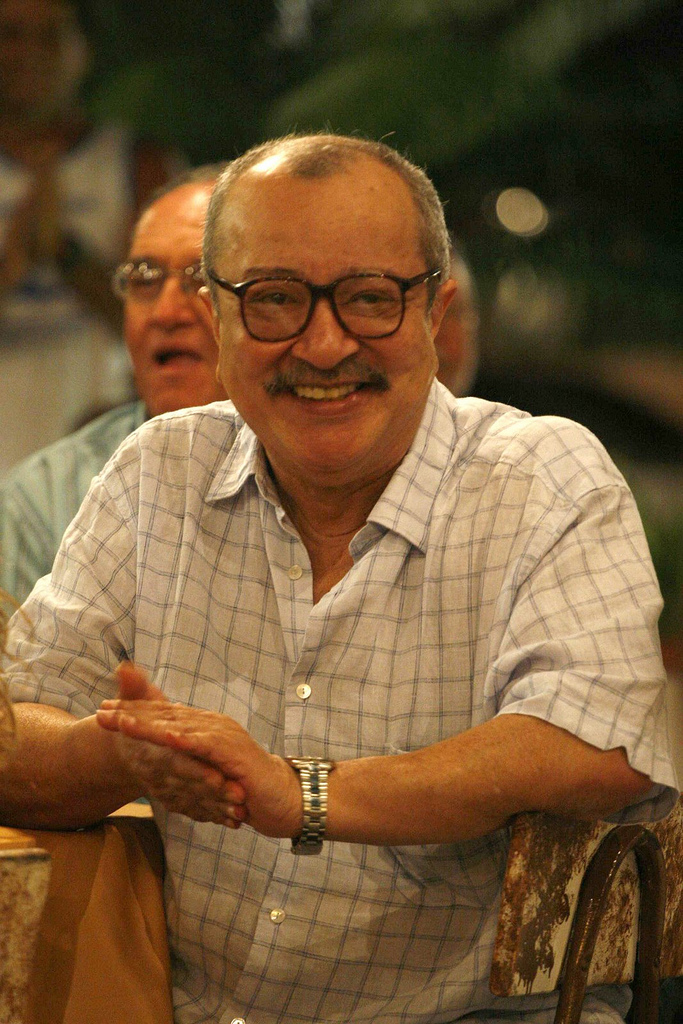
João Ubaldo Ribeiro

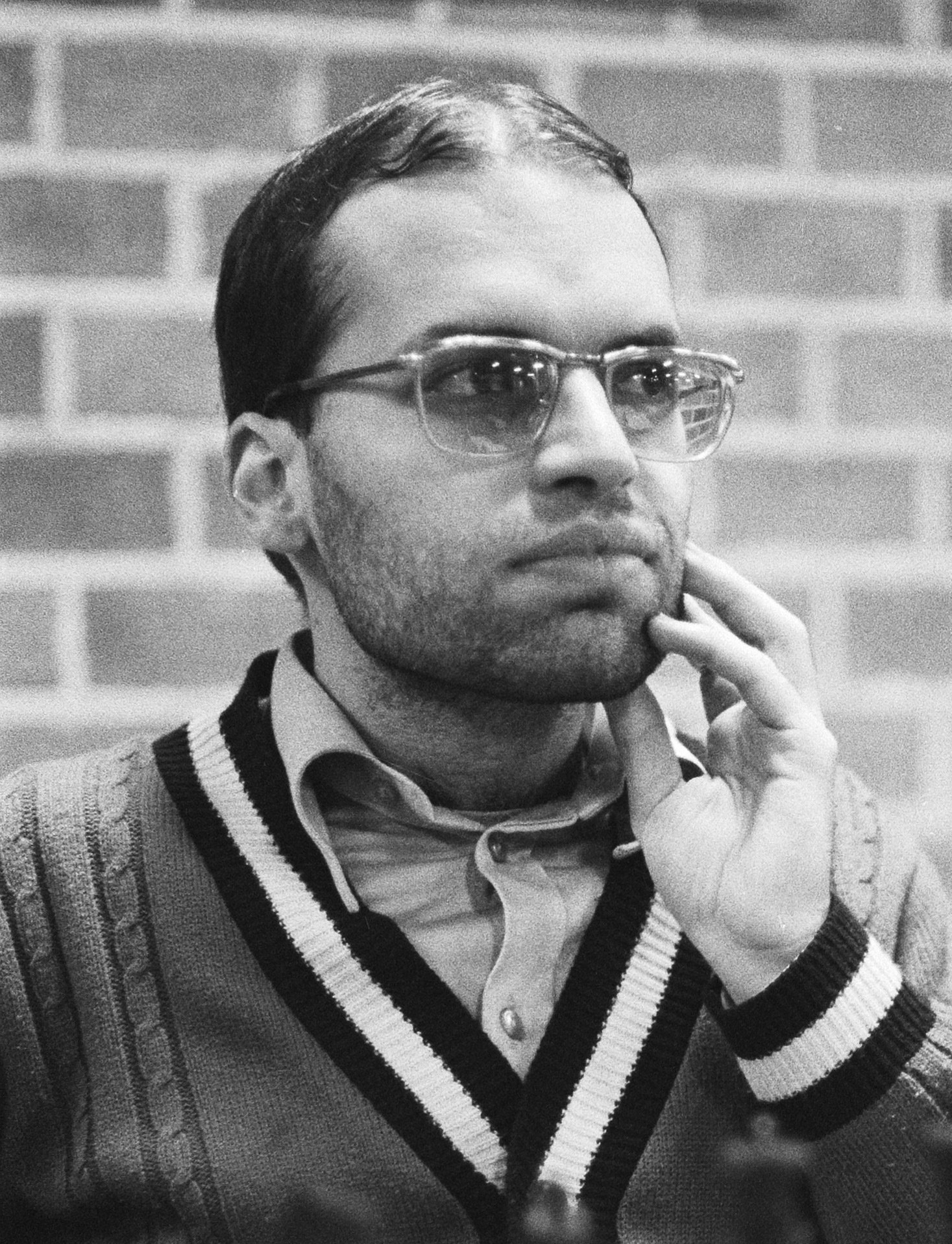
Henrique Mecking

### Anterior ao século XIX
- 1350 — Vicente Ferrer, missionário e santo espanhol (m. 1419).
- 1378 — Luís III do Palatinado, nobre alemão (m. 1436)>
- 1514 — Hai Rui, político chinês (m. 1587).
- 1585 — Mary Ward, freira católica inglesa (m. 1645).
- 1688 — Ulrica Leonor da Suécia (m. 1741).
- 1689 — Joseph Ames, bibliógrafo e antiquário britânico (m. 1759).
- 1719 — John Landen, matemático e teórico britânico (m. 1790).
- 1737 — John Hancock, general e político estadunidense (m. 1793).
- 1752 — Muzio Clementi, pianista, compositor e maestro italiano (m. 1832).
- 1783 — Stendhal, escritor francês (m. 1842).
- 1786 — Auguste de Montferrand, arquiteto franco-russo (m. 1858).

### Século XIX
- 1805 — José Afonso de Morais Torres, bispo católico brasileiro (m. 1865).
- 1813 — Camilla Collett, escritora e feminista norueguesa (m. 1895).
- 1816 — Samuel Allport, petrologista britânico (m. 1897).
- 1828 — Saigo Takamori, samurai japonês (m. 1877).
- 1832 — Édouard Manet, pintor francês (m. 1883).
- 1838 — Marianne Cope, freira e santa teuto-estadunidense (m. 1918).
- 1840 — Ernst Karl Abbe, físico e engenheiro alemão (m. 1905).
- 1855 — John Browning, designer de armas estadunidense (m. 1926).
- 1857 — Andrija Mohorovičić, meteorologista e sismologista croata (m. 1936).
- 1862
  - Frank Shuman, inventor e engenheiro estadunidense (m. 1918).
  - David Hilbert, matemático e acadêmico alemão (m. 1943).
- 1872
  - Paul Langevin, físico e acadêmico francês (m. 1946).
  - Jože Plečnik, arquiteto esloveno (m. 1957).
- 1876 — Otto Paul Hermann Diels, químico e acadêmico alemão (m. 1954).
- 1878 — Rutland Boughton, compositor britânico (m. 1960).
- 1884 — Viriato Correia, jornalista e escritor brasileiro (m. 1967).
- 1887 — Miklós Kállay, político húngaro (m. 1967).
- 1890 — Vladimir Rosing, tenor de ópera russo (m. 1963)
- 1896
  - Carlota de Luxemburgo (m. 1985).
  - Antônio Couto Pereira, militar e dirigente esportivo brasileiro (m. 1976).
- 1897
  - Margarete Schütte-Lihotzky, arquiteta austríaca (m. 2000).
  - Subhas Chandra Bose, ativista e político indiano (m. 1945).
- 1898
  - Randolph Scott, ator estadunidense (m. 1987).
  - Jorge Eliécer Gaitán, advogado e político colombiano (m. 1948).

### Século XX

#### 1901–1950
- 1907 — Hideki Yukawa, físico e acadêmico japonês (m. 1981).
- 1910 — Django Reinhardt, músico e compositor belga (m. 1953).
- 1911 — Rudolf Kotormány, futebolista romeno (m. 1983).
- 1915
  - Potter Stewart, advogado e juiz estadunidense (m. 1985).
  - Herma Bauma, lançadora de dardo e jogadora de handebol austríaca (m. 2003).
  - William Arthur Lewis, economista e acadêmico santa-luciense-barbadiano (m. 1991).
- 1916 — David Douglas Duncan, fotógrafo e jornalista estadunidense (m. 2018).
- 1918 — Gertrude Elion, bioquímica e farmacologista estadunidense (m. 1999).
- 1919
  - Bob Paisley, futebolista e dirigente de futebol britânico (m. 1996).
  - Frances Bay, atriz canadense-estadunidense (m. 2011).
- 1920
  - Gottfried Böhm, arquiteto alemão (m. 2021).
  - Henry Eriksson, corredor sueco (m. 2000).
- 1921 — Silvio Gazzaniga, escultor italiano (m. 2016).
- 1923
  - Horace Ashenfelter, corredor estadunidense (m. 2018).
  - Walter M. Miller, Jr., escritor estadunidense (m. 1996).
- 1924 — Frank Lautenberg, militar, empresário e político estadunidense (m. 2013).
- 1928 — Jeanne Moreau, atriz francesa (m. 2017).
- 1929 — John Charles Polanyi, químico e acadêmico teuto-canadense.
- 1930
  - Derek Walcott, poeta e dramaturgo santa-luciense (m. 2017).
  - Mervyn Rose, tenista australiano (m. 2017).
- 1931 — Rubens Corrêa, ator brasileiro (m. 1996).
- 1933
  - Chita Rivera, atriz, cantora e dançarina estadunidense (m. 2024).
  - Bill Hayden, político australiano (m.2023).
- 1936 — Jerry Kramer, jogador de futebol e locutor esportivo estadunidense.
- 1938 — Shohei Baba, lutador e promotor de lutas japonês (m. 1999).
- 1941 — João Ubaldo Ribeiro, jornalista, escritor e acadêmico brasileiro (m. 2014).
- 1943 — Vital Farias, cantor e compositor brasileiro.
- 1944 — Rutger Hauer, ator, diretor e produtor neerlandês (m. 2019).
- 1946
  - Arnoldo Alemán, advogado e político nicaraguense.
  - Boris Abramovich Berezovsky, matemático, empresário e político russo-britânico (m. 2013).
- 1947
  - Megawati Sukarnoputri, política indonésia.
  - Thomas R. Carper, capitão e político estadunidense.
- 1950
  - Guida Maria, atriz portuguesa (m. 2018).
  - Luis Alberto Spinetta, cantor, compositor, guitarrista e poeta argentino (m. 2012).
  - Richard Dean Anderson, ator, produtor e compositor estadunidense.

#### 1951–2000
- 1951 — Chesley Sullenberger, deiplomata e ex-piloto estadunidense.
- 1952 — Mequinho, enxadrista brasileiro.
- 1953 — Alister McGrath, sacerdote, historiador e teólogo irlandês.
- 1956 — Fernando Clavijo, ex-futebolista e treinador de futebol uruguaio-estadunidense (m.2019).
- 1957 — Caroline de Mônaco.
- 1958 — Sergey Litvinov, lançador de martelo russo (m. 2018).
- 1959 — Sergey Kopliakov, nadador bielorrusso.
- 1960 — Rosane Marchetti, jornalista brasileira.
- 1961
  - Demóstenes Torres, político brasileiro.
  - Marco Ruas, lutador profissional brasileiro.
- 1962
  - Elvira Lindo, jornalista e escritora espanhola.
  - David Arnold, compositor britânico.
  - Nasi, cantor e compositor brasileiro.
- 1963 — Elisa Loncón, linguista chilena.
- 1964
  - Mariska Hargitay, atriz e produtora estadunidense.
  - Bharrat Jagdeo, economista e político guianense.
- 1965 — Ricardo Pinto, ex-futebolista brasileiro.
- 1966 — Damien Hardman, surfista australiano.
- 1967 — Alberto Fontana, ex-futebolista italiano.
- 1968 — Petr Korda, tenista tcheco-monaca.
- 1969
  - Andrey Kanchelskis, ex-futebolista e treinador ucraniano-russo.
  - Ariadna Gil, atriz espanhola.
- 1970
  - Alex Gaudino, DJ e produtor italiano.
  - Lee Jung-eun, atriz sul-coreana.
  - Moreno Torricelli, ex-futebolista italiano.
  - Oleg Ovsyannikov, ex-patinador artístico russo.
- 1972 — Ewen Bremner, ator britânico.
- 1974
  - Tiffani Thiessen, atriz estadunidense.
  - Bernard Diomède, ex-futebolista francês.
- 1975
  - Phil Dawson, jogador de futebol estadunidense.
  - Márcio Mixirica, ex-futebolista brasileiro.
  - Thomas Brdarić, ex-futebolista alemão.
  - Tito Ortiz, lutador profissional estadunidense.
- 1976 — PC Baruk, cantor e compositor de música gospel brasileiro.
- 1977 — Gustavo Morínigo, ex-futebolista paraguaio.
- 1980 — Carlos Alberto da Silva, humorista brasileiro.
- 1981 — Julia Jones, atriz estadunidense.
- 1982
  - Andrew Rock, velocista estadunidense.
  - Oceana, cantora e compositora alemã.
- 1983 — Irving Saladino, atleta panamenho.
- 1984
  - Arjen Robben, futebolista neerlandês.
  - João Baldasserini, ator brasileiro.
- 1985
  - San E, rapper sul-coreano.
  - Jeff Samardzija, jogador de beisebol estadunidense.
  - Doutzen Kroes, modelo e atriz neerlandesa.
  - Dong Fangzhuo, futebolista chinês.
- 1986
  - José Enrique Sánchez, futebolista espanhol.
  - Michael Stevens, educador e youtuber americano.
  - Pablo Andújar, tenista espanhol.
- 1987
  - Carlinhos, futebolista brasileiro.
  - Alexander Baumjohann, futebolista alemão.
- 1988 — Jonathan Copete, futebolista colombiano.
- 1989 — James Chester, futebolista britânico.
- 1990 — Alex Silva, lutador canadense.
- 1991 — Steve Birnbaum, futebolista estadunidense.
- 1992
  - Jack Reynor, ator irlandês.
  - Daniela Braga, modelo brasileira.
  - Xu Anqi, esgrimista chinesa.
- 1996 — Ruben Loftus-Cheek, futebolista inglês.
- 1997
  - Karol Świderski, futebolista polonês.
  - Steven Da Costa, carateca francês.
- 1998 — XXXTentacion, rapper estadunidense (m. 2018).
- 1999 — Malang Sarr, futebolista francês.

### Século XXI
- 2001 — Olga Danilović, tenista sérvia.
- 2002 — Joško Gvardiol, futebolista croata.

## Mortes

### Anterior ao século XIX
- 667 — Ildefonso, arcebispo de Toledo (n. ?).
- 1002 — Otão III do Sacro Império Romano-Germânico (n. 980).
- 1199 — Abu Iúçufe Iacube Almançor, califa marroquino (n. 1160).
- 1252 — Isabel, rainha da Armênia (n. 1216).
- 1423 — Margarida da Baviera, regente da Borgonha (n. 1363).
- 1516 — Fernando II de Aragão (n. 1452).
- 1549 — Johannes Honterus, cartógrafo e teólogo romeno-húngaro (n. 1498).
- 1567 — Jiajing, imperador chinês (n. 1507).
- 1570 — Jaime Stuart, 1.º Conde de Moray, político escocês (n. 1531).
- 1622 — William Baffin, navegador e explorador inglês (n. 1584).
- 1637 — Alice Spencer, Condessa de Derby (n. 1559).
- 1744 — Giambattista Vico, filósofo e historiador italiano (n. 1668).
- 1785 — Matthew Stewart, matemático e acadêmico britânico (n. 1717).
- 1789 — John Cleland, escritor britânico (n. 1709).

### Século XIX
- 1805 — Claude Chappe, engenheiro francês (n. 1763).
- 1806 — William Pitt, o Novo, político britânico (n. 1759).
- 1808 — Frederica Carlota de Brandemburgo-Schwedt, abadessa de Herford (n. 1745)
- 1810 — Johann Wilhelm Ritter, químico e físico alemão (n. 1776).
- 1812 — Robert Craufurd, general e político britânico (n. 1764).
- 1820 — Eduardo, Duque de Kent e Strathearn (n. 1767).
- 1827 — Domenico Alberto Azuni, jurista e magistrado (n. 1749).
- 1837 — John Field, pianista e compositor irlandês (n. 1782).
- 1875
  - Charles Kingsley, padre e escritor britânico (n. 1819).
  - Cândido José de Araújo Viana, desembargador e político brasileiro (n. 1793).
- 1883 — Gustave Doré, pintor e ilustrador francês (n. 1832).
- 1893 — José Zorrilla y Moral, poeta e dramaturgo espanhol (n. 1817).

### Século XX
- 1905 — Rafael Bordalo Pinheiro, aguarelista, jornalista e ceramista português (n. 1846).
- 1921 — Mykola Leontovych, compositor e maestro ucraniano (n. 1877).
- 1922 — Arthur Nikisch, maestro e acadêmico húngaro (n. 1855).
- 1923 — Max Nordau, médico e escritor austríaco (n. 1849).
- 1931 — Anna Pavlova, bailarina russo-britânica (n. 1881).
- 1937 — Orso Mario Corbino, físico e político italiano (n. 1876).
- 1939 — Matthias Sindelar, futebolista e treinador austríaco (n. 1903).
- 1943 — Alexander Woollcott, ator, dramaturgo e crítico estadunidense (n. 1887).
- 1944 — Edvard Munch, pintor e ilustrador norueguês (n. 1863).
- 1947 — Pierre Bonnard, pintor francês (n. 1867).
- 1956 — Alexander Korda, diretor e produtor húngaro-britânico (n. 1893).
- 1963 — Józef Gosławski, escultor polonês (n. 1908).
- 1971 — Fritz Feigl, químico e acadêmico austro-brasileiro (n. 1871).
- 1973
  - Kid Ory, trombonista, compositor e líder de banda estadunidense (n. 1886).
  - Alexander Onassis, empresário estadunidense-grego (n. 1948).
- 1976 — Paul Robeson, ator, atleta, e escritor estadunidense (n. 1898).
- 1978
  - Jack Oakie, ator estadunidense (n. 1903).
  - Terry Kath, guitarrista e compositor estadunidense (n. 1946).
- 1981 — Samuel Barber, pianista e compositor estadunidense (n. 1910).
- 1986 — Joseph Beuys, escultor e pintor alemão (n. 1921).
- 1989 — Salvador Dalí, pintor e escultor espanhol (n. 1904).
- 1990 — Allen Collins, guitarrista e compositor estadunidense (n. 1952).
- 1991 — Northrop Frye, escritor e crítico literário canadense (n. 1912).
- 1993 — Keith Laumer, militar, escritor e diplomata estadunidense (n. 1925).
- 1999 — Joe D'Amato, diretor e cinegrafista italiano (n. 1936).

### Século XXI
- 2002
  - Robert Nozick, filósofo, escritor e acadêmico estadunidense (n. 1938).
  - Pierre Bourdieu, sociólogo, antropólogo e filósofo francês (n. 1930).
- 2004 — Helmut Newton, fotógrafo teuto-australiano (n. 1920).
- 2005 — Johnny Carson, apresentador de talk show, personalidade de televisão e produtor estadunidense (n. 1925).
- 2006 — Savino Guglielmetti, ginasta italiano (n. 1911).
- 2007
  - A. H. de Oliveira Marques, historiador português (n. 1933).
  - Ryszard Kapuściński, jornalista e escritor polonês (n. 1932).
  - E. Howard Hunt, espião estadunidense (n. 1918).
  - Leopoldo Pirelli, empresário italiano (n. 1925).
- 2008 — Stein Rønning, karateka norueguês (n. 1925).
- 2009
  - Robert W. Scott, fazendeiro e político estadunidense (n. 1929).
  - Héctor Rossetto, enxadrista argentino (n. 1922).
- 2010 — Ariosto Teixeira, jornalista, poeta e escritor brasileiro (n. 1953).
- 2011 — Jack LaLanne, instrutor de fitness, escritor e apresentador de televisão estadunidense (n. 1914).
- 2012
  - Bingham Ray, empresário estadunidense (n. 1954).
  - Wesley E. Brown, advogado e jurista estadunidense (n. 1907).
- 2013 — Józef Glemp, cardeal polonês (n. 1929).
- 2014 — Riz Ortolani, compositor e maestro italiano (n. 1926).
- 2015
  - Ernie Banks, jogador e treinador de beisebol estadunidense (n. 1931).
  - Abdullah da Arábia Saudita (n. 1924).
- 2016
  - Bobby Wanzer, jogador e treinador de basquete estadunidense (n. 1921).
  - Jimmy Bain, baixista britânico (n. 1947).
- 2017
  - Gorden Kaye, ator britânico (n. 1941).
  - Bobby Freeman, cantor, compositor e produtor musical estadunidense (n. 1940).
- 2018
  - Hugh Masekela, trompetista, compositor e cantor sul-africano (n. 1939).
  - Nicanor Parra, poeta e matemático chileno (n. 1914).
- 2019
  - Oliver Mtukudzi, músico de jazz zimbabuano (n. 1952).
  - Caio Junqueira, ator brasileiro (n. 1976).
- 2021
  - Hal Holbrook, ator e diretor americano (n. 1925).
  - Larry King, jornalista e apresentador de talk show estadunidense (n. 1933).

## Feriados e eventos cíclicos
- Dia Mundial da Liberdade
- Dia Internacional da Medicina Integrativa

### Cristianismo
- Casamento da Virgem
- Emerência
- Emerenciana
- Ildefonso de Toledo
- Marianne Cope

## Outros calendários
- No calendário romano era o 10.º dia (X) antes das calendas de fevereiro.
- No calendário litúrgico tem a letra dominical B para o dia da semana.
- No calendário gregoriano a epacta do dia é viii.